# Cantone di Corbeil-Essonnes-Est
Il Cantone di Corbeil-Essonnes-Est era una divisione amministrativa dell'Arrondissement di Évry.
A seguito della riforma approvata con decreto del 24 febbraio 2014, che ha avuto attuazione dopo le elezioni dipartimentali del 2015, è stato soppresso.

## Composizione
Comprendeva parte della città di Corbeil-Essonnes.